# Myotis albescens
Myotis albescens — вид роду Нічниця (Myotis).

## Поширення
Країни проживання: Аргентина, Болівія, Бразилія, Колумбія, Еквадор, Гватемала, Гаяна, Гондурас, Мексика, Нікарагуа, Панама, Парагвай, Перу, Суринам, Уругвай, Венесуела. 

## Морфологія

### Морфометрія
Довжина голови й тіла: 40–48, довжина хвоста: 31–39, довжина задньої ступні: 8–11, довжина вуха: 12–15, довжина передпліччя 33–38, вага: 5–8 гр. 

### Опис
Це невеликого розміру кажан. Голова трикутна. Ніс має конічну форму. Вуха трикутні і загострені. Очі малі. Хутро м'яке, шовковисте. Спина від коричневого до темно-коричневого кольору з кінчиками волосся яскраво-жовтого або біло-сріблястого і чорним кольором основи, надаючи матовий вигляд. Черевна область від сірого до світло-сріблясто-сірого кольору, майже біла на животі і ногах поруч. Мембрана осягає більше, ніж довжина ніг. Хвіст повністю всередині мембрани. 
| Зубна формула   |
| --------------- |
| I 2 C 1 P 3 M 3 |
| I 3 C 1 P 3 M 3 |

## Поведінка
Знайдений в лісах, міському середовищі проживання і парках. Комахоїдний.